# 中院通枝
中院 通枝(なかのいん みちえだ、享保7年11月29日（1723年1月5日） - 宝暦3年5月18日（1753年6月19日））は、江戸時代中期の公卿。久世通夏の次男。母は飛鳥井雅章の娘。養父は中院通躬（久世通夏の実兄）。正室は通躬の娘・八千君（清玉院）。子に当姫（鍋島治茂室）。初名は茂栄。法号は瑞渓院。

## 経歴
享保13年1月5日に中院茂栄として叙爵。享保17年に中院通躬の婿養子となると同年に従五位上を叙されて、侍従に任じられる。享保18年11月1日に元服と昇殿を許されて正五位上に叙される。享保19年に通枝と改名、同年従四位下に叙される。享保20年に左近衛権少将に任じられ、同年従四位上に叙される。元文2年左近衛権中将に任じられると共に正四位下に叙される。寛保3年6月29日に参議に任ぜられて公卿に列する。延享元年5月25日に従三位に叙される。延享2年1月21日に権中納言に任じられる。延享4年に正三位に叙されて東宮権大夫に任じられるが間もなく辞任する。寛延元年に左兵衛督及び検非違使別当を兼務すると、宝暦元年に辞任する。宝暦2年3月17日に権中納言を辞任する。
宝暦2年（1752年）8月2日、妻の八千君が男子を生むが同日に容体が急変して死去し、男子も翌日に死去した（事情は不明だが、2日の内に八千君の密葬が行われ、後日になって24日付で死去が届出された）。翌宝暦3年（1753年）3月に入ると、通枝自身が病気となって2か月後の5月18日酉刻に死去した。ただし、通枝に男子がいなかったことから村上源氏の一門が後継者について協議している最中に死去したため、久我通兄の次男・鎚君を急遽後継者にすることを決め、翌19日に通枝の名前で鎚君改め久我惟孝（後の中院通維）を後継者に立てる旨を武家伝奏に届け出た。この届出が受理された後で通枝が死去したとする手続が行われたため、公式の死去日は5月19日にされている。